# 김광석 3번째 노래모음
《김광석 3번째 노래모음》은 대한민국의 포크 가수 김광석의 세 번째 정규 음반으로, 1992년 3월 20일에 킹레코드와 서울음반을 통해 발매되었다. 이 음반은 포크, 포크 록 장르로 구성되어 있으며, 김광석의 음악적 성숙과 서정적인 감성이 담긴 작품으로 평가받는다. 대표곡으로는 〈나의 노래〉, 〈잊어야 한다는 마음으로〉 등이 있다.

## 배경
이전까지 김광석은 노래를 찾는 사람들과 동물원 등의 그룹 활동을 통해 대중에게 알려졌으며, 1989년 첫 솔로 음반을 발표한 이후 꾸준한 활동을 이어왔다. 이번 3집에서는 포크 발라드 성향의 음악에서 록의 경향을 더욱 증가시켰으며, 〈잊어야 한다는 마음으로〉, 〈외사랑〉과 같은 곡을 통해 전작과 일련의 흐름을 이어갔다. 또한 자기 고백적인 〈나의 노래〉는 포크 록 가수로서의 김광석을 부각시켰다.
이 음반의 제작에는 조동익 밴드의 세션이 참여하여 담백한 포크 록 사운드를 구현하였으며, 이는 김광석의 음악적 색채를 더욱 뚜렷하게 만드는 데 기여하였다.

## 평가
《김광석 3번째 노래모음》은 김광석의 대표작 중 하나로 손꼽히며, 특히 〈잊어야 한다는 마음으로〉는 그를 상징하는 곡으로 평가받는다. 음반 전체에 흐르는 포크적인 감성과 일관된 구성은 김광석 특유의 정서를 극대화하며 대중과 평단 모두에게 호평을 받았다.

## 재발매
2023년, 《김광석 3번째 노래모음》은 고음질 리마스터링과 오리지널 커버 아트를 포함한 재발매반으로 다시 출시되었다. 이 재발매는 김광석의 음악을 새롭게 조명하고자 하는 시도로, 기존 팬들과 새로운 청취자들에게 그의 음악을 소개하는 계기가 되었다.

## 곡 목록
| #  | 제목                        | 작사   | 작곡   | 재생 시간 |
| -- | --------------------------- | ------ | ------ | --------- |
| 1. | 〈序.자장가〉 (연주곡)      | -      | 김광석 | 3:44      |
| 2. | 〈나의 노래〉               | 한동헌 | 한동헌 | 3:44      |
| 3. | 〈잊어야 한다는 마음으로〉  | 김광석 | 김광석 | 4:18      |
| 4. | 〈나른한 오후〉             | 김광석 | 김광석 | 4:30      |
| 5. | 〈외사랑〉                  | 한돌   | 한돌   | 5:19      |
| 6. | 〈나무〉                    | 김윤성 | 한동헌 | 5:25      |
| 7. | 〈기대어 앉은 오후에는〉    | 유준열 | 유준열 | 3:49      |
| 8. | 〈그대가 기억하는 내 모습〉 | 한동준 | 한동준 | 3:47      |
| 9. | 〈행복의 문〉               | 김광석 | 김광석 | 4:42      |